# الغويلة
الغويلة هو مركزٌ سعوديٌ تابعٌ لمحافظة نجران التابعة لمنطقة نجران، في المملكة العربية السعودية. المركز من الفئة (ب)، ورمزه 2412 حسب دليل الترميز الموحد للمناطق الإدارية بالمملكة العربية السعودية.